# Ivanhoé (film, 1913)
Pour les articles homonymes, voir Ivanhoé.
Pour plus de détails, voir Fiche technique et Distribution.
Ivanhoé est un film muet américain réalisé par Herbert Brenon et sorti en 1913.

## Fiche technique
- Titre :  Ivanhoé
- Titre original : Ivanhoe
- Réalisation : Herbert Brenon
- Scénario : Herbert Brenon, d'après la pièce de Frederick et Walter Melville, tiré du roman de Walter Scott
- Production : Carl Laemmle
- Lieu de tournage : Château de Chepstow (Pays de Galles)
- Date de sortie : États-Unis : 22 septembre 1913

## Distribution
- King Baggot : Ivanhoé
- Leah Baird : Rebecca
- Herbert Brenon : Isaac
- Evelyn Hope : Lady Rowena
- Walter Craven : Richard Cœur-de-Lion
- Wallace Widdicombe : Sire de Bois-Bœuf
- Walter Thomas : Robin des Bois
- Wallace Bosco : Sire Cédric
- Mrs Herbert Brenon : Elgitha
- Jack Bates : Reginald Front-de-Bœuf
- R. Hollies : Frère Tuck
- George Courtenay : le prince Jean
- William Calvert : Garth
- A.J. Charlwood : Athelstane
- Maurice Norman : Wamba